# Древние карты Москвы
Древнейшие планы Москвы включают старые планы и карты города XVI—XVII веков, с момента первого их появления, до переноса столицы в С-Петербург.

## Древние планы Москвы
Первое известие о существовании старинных карт встречается в послании Епифания Премудрого настоятелю Тверского Спасо-Афанасьевского монастыря Кириллу от 1415 года, где он пишет об удивительно подробном настенном изображении Москвы во дворце князя Владимира Андреевича. В 1861 году академик В. И. Ламанский впервые опубликовал сведения о наличии нескольких десятков картографических изображений Москвы, принадлежавших архиву Тайного приказа царя Алексея Михайловича. Древнейшее изображение плана Москвы в русских источниках встречается на фронтисписе Библии 1663 года.
Одной из самых подробных работ по этой тематике стал объёмный труд С. А. Клепикова «Библиография печатных планов города Москвы XVI—XIX веков», вышедший в 1956 году. Каталог Клепикова содержал описания 242 карт Москвы, опубликованных до 1900 года.
| Изображение | Название карты | годы создания | автор, гравёр, издатель                | Примечания |
| ----------- | --- | ------------- | -------------------------------------- | --- |
|             | «Москва, столица одноимённого региона, вдвое больше Праги в Богемии, имеет деревянные здания, много улиц, но разрозненных, с большими пространствами между ними. Москва-река орошает город» | 1556—1575     | Сигизмунд Герберштейн, Франц Хогенберг | Первый план Москвы был опубликован Герберштейном в «Записках о Московии», изданных в Базеле в 1556 году. Надпись над картой гласила: Москва, заключённая за стенами, является центром; вне стен огромное количество деревянных построек называемых городом. В 1575 году Георг Браун и Франс Хогенберг опубликовали цветной вариант гравюры для издания Атласа городов земного мира. |
|             | «Москва» | 1606          | Исаак Масса                            | Карта из собрания «Album amicorum» Исаака Массы первой половины XVII века. Гравюра с планом Москвы изображает батальную сцену и осаду города во время восстания Болотникова в 1606 году. |
|             | «Москва, столичный город всей Белой Руси» | 1610          | Иоганн Абелин Филипп, Лукас Килиан     | Сигизмундов план Москвы. План составлен Иоганном Абелин Филиппом и гравирован Лукой Килианом для короля Сигизмунда III в 1610 году. В 1617 этот план был переиздан в цветном варианте для шеститомного «Атласа городов земного мира» Георга Брауна. На карте показаны основные районы города — область за кремлёвской стеной названа Царьгородом, отмечены Китай-город, Белый город и Земляной город (Скородом). |
|             | «Зарисовка стольного града Москвы, который кроме Царь и Китай-города, за измену московскую был сожжён нашими людьми 30 марта 1611 года. Это очертание было сделано Шимоном Ендрашевичем Смутаньским, когда его, находившегося в присутствии послов Его Величества к Дмитрию и отправлявшихся на свадьбу, задержали в тюрьме. Томаш Маковский из Несвижа.» | 1611          | Томаш Маковский                        | Несвижский план Москвы. Гравюра поляка Томаша Маковского с рисунка Шимона Ендрашевича Смутаньского. Карта публиковалась Яном Якубовским в 1923 году. В России карта впервые опубликована в 1976 году в сборнике Академии наук «Культурные связи народов Восточной Европы в XVI веке» польским учёным С. Александровичем. В заглавии уназано, что план выполнен автором во время его пребывания в тюрьме вместе с послами короля Сигизмунда III, прибывшими на свадьбу Лжедмитрия с Мариной Мнишек. Карта создана после событий московского восстания 1611 года. |
|             | «Москва архетип Фёдора Борисовича» | 1613          | Гессель Геритс                         | План изображён в верхней части карты России 1613—1614 годов, отображающей состояние в последние годы правления Бориса Годунова. Сама карта публиковалась в «Новом Атласе» Виллема Блау 1635 года. |
|             | «Кремлена Град» | 1613          | Гессель Геритс                         | План московского кремля времён Бориса Годунова. Карта переиздавалась в 1645 году, публиковалась Яном Блау в «Большом Атласе» 1662—1667 гг. |
|             | «Царствующий град Москва начальный город всех московских государствах» | 1613          | Гессель Геритс                         | «Петров чертёж», такое название получил план Москвы найденный в отделении Кунсткамеры в 1842 году, где хранился в составе бумаг кабинета Петра I. Публиковался Яном Блау в «Большом Атласе» 1662—1667 гг. По харрактерной вязи в оформлении карты и описанию, аналогичным на карте «Кремлена града», атрибутируется авторством Гессель Геритса и 1613—1614 годами создания. |
|             | «Москва» | 1638          | Маттеус Мериан                         | Карта из издания Пьера д’Авити (Pierre d’Avity) и Маттеуса Мериана «Neuwe Archontologia cosmica» 1638 года. |
|             | «Москва столица Московии» | 1638—1647     | Адам Олеарий                           | План впервые опубликован в первом издании книги Адама Олеария 1647 года на немецком языке под названием «Давно желаемое описание нового путешествия на Восток, что было совершено по случаю голштинского посольства к монарху Персидскому». В 1719 году карта была перегравирована Питером Ван дер Аа. На карте омечено появление в Замоскворечье Земляного вала со рвом и бастионами, которые возводили в 1637—1638 годах. |
|             | «Москва» | 1661          | Августин Мейерберг                     | План из дневника Мейерберга, который был послом в составе посольства в Москве в 1661—1662 годах. В России план Мейерберга был опубликован Ф. П. Аделунгом в 1827 году. В 1883 году карта была выпущена на русском языке для исторического очерка о Москве А. М. Плечко. |
|             | Библия | 1663          | Зосима                                 | Первое издание полного свода текстов Библии в Москве. Изготовлено по указу царя Алексея Михайловича. Фронтиспис с планом города Москвы гравирован мастером Зосимой, это первый план Москвы, выполненный русским мастером. |
|             | «План землеописательный царской столицы для резидентов города Москвы» | 1674          | Эрик Пальмквист                        | Карта из рукописей шведского посла 1674 года |
|             | «Москва столица Московии царская резиденция» | 1678          | Бернгард Таннер                        | План составлен Таннером в составе польско-литовского посольства в Москве 1678 года. |
|             | «Москва» | 1683          | Ален Малле                             | план Москвы из атласа «Описание Вселенной» (Description de L’Univers), 1683. |
|             | «Замок Кремль» | 1683          | Ален Малле                             | Карта московского кремля из атласа «Описание Вселенной», 1683. |